# كيلي كينغ
كيلي كينغ (بالإنجليزية: Kelly King)‏ هو رائد أعمال أمريكي، ولد في 12 سبتمبر 1948.